# Phúc Mãn
Phúc Mãn (phiên âm tiếng Mãn: Fuman, giản thể: 福满; phồn thể: 福滿; bính âm: Fúmǎn), thuộc gia tộc Ái Tân Giác La, là Tả vệ Kiến Châu vào thời nhà Minh. Phúc Mãn là phụ thân của Giác Xương An, tổ phụ của Tháp Khắc Thế và tằng tổ phụ của Nỗ Nhĩ Cáp Xích. Năm 1636, Hoàng Thái Cực xưng Đế, truy tôn ông là Khánh vương, sau khi quân Thanh tiến vào Trung Nguyên, nhà Thanh đã truy tôn ông là Trực Hoàng đế, miếu hiệu là Hưng Tổ. Theo "Mãn Châu thực lục" ghi chép, cha của Phúc Mãn là Tích Bảo Tề Thiên Cổ, là con trai của Thanh Triệu Tổ, Đô đốc Mạnh Đặc Mục.
Căn cứ theo nghiên cứu của các học giả đương đại, Phúc Mãn và Tích Bảo Tề Thiên Cổ có khả năng là nhân vật hư cấu.

## Gia quyến
Ái Tân Giác La Phúc Mãn có Đích Phúc tấn là Hỉ Tháp Lạp thị , huyền tôn nữ của Đô Lý Kim Đô Đốc (都理金都督) , có sáu con trai là: Đức Thế Khố (德世庫), Lưu Xiển (劉闡), Tác Trường A (索長阿), Giác Xương An (覺昌安), Bao Lãng A (包朗阿), Bảo Thực (寶實). Cư trú tại địa khu Giác La của Hách Đồ A Lạp, cũng gọi là "Lục tổ" của Nỗ Nhĩ Cáp Xích, Ninh Cổ Tháp Bối lặc. Năm Thiên Thông thứ 9 (1635) dưới thời Hoàng Thái Cực, Hoàng đế ra chiếu ban hậu duệ của Tháp Khắc Thế, con trai thứ tư của Giác Xương An là Tông thất, hệ Hoàng đới, hậu duệ những người con trai còn lại của Giác Xương An được ban họ Giác La, hệ Hồng đới.